# Signelse
En signelse är en folklig trollformel. En signelse vänder sig till en lidande varelse, en människa eller ett djur, för att hjälpa mot något ont på övernaturlig väg. Skillnaden mellan en signelse och en besvärjelse är att signelsen vänder sig till den lidande varelsen, medan besvärjelsen vänder sig mot ett ont eller demoniskt väsen.
Genom folkloristiska forskningar har inom Sverige ett flertal signelseformler upptecknats, bland annat av Per Gustaf Vistrand, "Signelser från Småland" i Meddelanden från Nordiska museet 1897.